# نعيمة المصرية
نعيمة المصرية مغنية مصرية اسمها الحقيقي (زينب محمد إدريس) من مواليد حي المغربلين بالقاهرة عام 1894، زوجها أهلها وهي صغيرة، وأقامت هي وزوجها في بيت الأهل، لم يتناسب هذا الزحام والضجيج مع فتاة حالمة كانت تطمح في أن تصبح مطربة.

## بداية في حلب 1911
مهدت لها الطريق جارتها السورية «عزيزة مظلوم» لتغني في الأفراح والصالات، ومع رفض أسرتها وزوجها لاذت الفتاة بالفرار مع الجارة السورية إلى حلب عام 1911. التقت في حلب بالمطربة السورية «رحلو جرادة» التي ساعدتها، وقدمتها للملحنين الذين قاموا بتدريبها، والتلحين لها على مدار 3 سنوات لتعود إلى القاهرة عام 1914.

## بداية النشاط في القاهرة منذ 1914
تعهدها سيد درويش حالما وصلت إلى القاهرة، وغنى معها أغنيتها الأولى «مين زي». انطلقت كالصاروخ في مسارح عماد الدين، وروض الفرج، واسكندرية، والمنصورة، وافتتحت مسرحاً خاص بها في عام 1922 أطلقت عليه (مسرح الهمبرا). لحن لها محمد القصبجي، وداود حسني، وزكريا أحمد، وزكي مراد.

## تراجع الشهرة
بدأ البث الإذاعي في 31 مايو 1934، وضعف الإقبال على الصالات، والنوادي الليلة، وقل شراء الاسطوانات مما دعا نعيمة إلى غلق مسرح الهمبرا. تراجعت إلى حيث ما بدأت بالغناء في الملاهي، وتراجع أعداد جمهورها. بدأت في الغناء في القصور والعوامات لتعويض النقص الذي حدث.

## اعتزالها الغناء
قررت نعيمة المصرية اعتزال الغناء وهي في قمة احترافها، وقوة صوتها، حيث كانت في عمر 43 سنة في عام 1937. السبب وراء الاعتزال ان ابنتها تمت خطبتها لشاب من عائلة ارستقراطية، واشترط اعتزال نعيمة الغناء حسب قوانين العائلات وقتها، ولم تقف نعيمة أمام زواج، وسعادة ابنتها فاعتزلت، وبهذا أصبح تاريخها الفني 26 عاماً وبقت في الظل 40 عاماً حتى وفاتها في 1976.

## نشاطها
أطلق عليها «ملكة الاسطوانات» حيث انها سجلت حوالي 150 اسطوانة، وقدمت أنواع مختلفة من الغناء من بين الأغنية الخفيفة، والقصيدة، والموال. قدمت الأغنية الوطنية بالإضافة للأغنية العاطفية، وتحتوي قائمة أغانيها على أغان كلماتها لا تتوافق مع منظومة القيم الشرقية.
الأغنية الوطنية: مثل أغنية «خد البزة واسكت.. خد البزة ونام» من كلمات بديع خيري، وألحان سيد درويش، وفي الأغنية أم تهدهد طفلها، وتدعوه للدفاع عن حرية بلده، واستقلالها، وكان وقت الاحتلال البريطاني لمصر. أغنية «يا بلح زغلول» أيضا من ألحان سيد درويش، وكان المقصود الزعيم سعد زغلول الذي منع الإنجليز ذكر اسمه في الأغاني. ومن الأغاني الوطنية أيضاً «يا عزيز عيني»، و«يا ولد عمي يا بوي».
الأغاني الهابطة: تميزت هذه الفترة، وأماكن غنائها أن تكون الكلمات تخاطب الغرائز، حيث غنت نعيمة المصرية: «تعال يا شاطر نروح القناطر»، و«هات الازازة وأقعد لاعبني»، و«ما تخافش عليا.. أنا واحده سيجوريا.. في العشق واخده البكالوريا»، و«وليك علي لما تيجيني، تبقى ليلة أبهة»، وأشترك في هذا النوع من الغناء كل من غنى في هذا الوقت، وعلى سبيل المثال «منيرة المهدية» سلطانة الطرب، وهي أول سيدة تقف على خشبة المسرح في مصر، والوطن العربي، وأول مغنية عربية سجل لها إسطوانات موسيقية، غنت المهدية: «أرخي الستارة اللي في ريحنا»، و«اشمعنى يا نخ الكوكايين كخ»، و«بعد العشا يحلى الهزار والفرفشة»، وغنت حبيبة مسيكة «على سرير النوم دلعني»، وفي وسط كل هذا الكم من الألحان والكلمات والمواضيع والأشكال والصراحة والجرأة في تناول المواضيع الاجتماعية مهما كانت، لم يكن الغناء في تلك الفترة إباحيًّا ولا جنسيًّا بقدر ما كان صريحًا بسيطًا، لا يحمل أي أيديولوجيات دينية أو تقاليد أو عادات، غناء حقيقي وصريح فقط، فنجد أن المغني «سيد أفندي مصطفى» يقول لابنته في ليلة زفافها: «بكره يا بنتي تدخلي دنيا، وتعرفي إيه واجبات الزوجة، إبقي اتغندري حُطي كولونيا، لكن إوعي ماتمشيش عوجة».
كتب الباحثين ان سبب انتشار الأغاني الهابطة كان: إخفاق الثورات في تحقيق آمال الشعوب، والهزائم في الحروب، والاحتلال البريطاني، وتداعيات ما بعد الحرب العالمية الأولى. بدأت هذه الموجة من الأغاني الهابطة في الانحسار من عام 1934 مع إنشاء الإذاعة المصرية، ووجود لجنة رقابية في الإذاعة تراجع الأغاني، وترفض كل ما هو إباحي، ويخالف الأخلاق والذوق العام، كما تأسست دائرة الرقابة على المصنفات الفنية، وأوكلت رئاستها للشاعر الغنائي يونس القاضي الذي قام بحذف أغانيه هو شخصياً التي تتنافى مع القيم.

## قائمة أشهر أغاني نعيمة المصرية
تعالي يا شاطر نروح القناطر
وانا نايمه كترت الأحلام
كله الا كده
قوم يا حبيبي بقينا الصبح
غالي والطلب رخيص
يا قلبي تستاهل
يا بلح زغلول
خد البزة واسكت
يا كوكب الفجر مين أذنك تريح بدرى
ده مين يقدر على كده
يابو الشريط الأحمر
والنبي لأقايس
لحن الصعايدة
يا أمي ليه تبكي عليه
مهما تقول مهما تعيد
أهلا وسهلا بالحبيب الزائر
ماخدش غير اللي بحبه
كل ما أقول أحرم
هات الازازة
سيد الغزلان
البوسطجي
اسحب كلمتك قوام بسرعة
لو كان عذولي يحس
والنبي لآيس وياك ياغزال
يا عزيز عيني
فرغ الهزار
على يوم ما خدوني الجهادية
قوم هات لي بدلة
عروستنا ياللا نحييها
ماتخافش علىّ
يا كيكي كيكو
معلوم يا هانم
ان كنت شاريني
يا مدموزيل رقى شوية
مهما تقول ولا تعيد
ياولد عمى يابوى
يا ميت مسا على العيون الكويسة
جن الظلام وهاج الوجد بالسقم
آه يا أسمر اللون
ياللي القمر طلعتك يا أبو قوام عادل
ماتخافش عليا دا انا واحده سجوريا
حكواتي ومغنواتي
اسيت كتير في حبك
تاهت عيوني، وفكري تاه
يا حلو ياللي تحب الرقص
فضك.. فضك آه من حبك
ياللي تلومني عقبالك

## قيل عنها
كتب الفنان محمود المليجي عنها قائلاً: "اشتهرت في أوائل العشرينات... تبنى الموسيقار سيد درويش، موهبتها وعلمها غناء القصيدة والموال... و"خد البزة واسكت" هي الأغنية التي غنتها لمصر ومعانيها تؤزر الوطن ومن كلماتها "(نينتك مصر يا ابني/ اصحى عنها تنام/ الليلة افديها بمالك/ ماتسوقش عليها دلالك/ صونها ح تصون أحوالك/ خليك عاقل ياعنيا / أنت تحن عليا/ إنت تحب الحرية والاستقلال التام/ نينتك مصر يا ابنى اصحى عنها تنام/ خد البزة واسكت/ خد البزة ونام)".
كتب عنها الناقد الفني طارق الشناوي: «دعونا نتأمل طقطوقة (البزة) وحكاية المطيباتى، الذي لا تخلو منه أغنية في الأسطوانات التي سجلت في هذا الزمن. (الله الله يا ست نعيمة) هكذا قالت المطيباتية في أول أسطوانة خد البزة... اشتهرت نعيمة بأنها تُقدم العدد الأكبر من الأغانى التي نصفها بالأبيحة مثل (هات الازازة واقعد لاعبنى/ دى المزة طازة والحال عاجبنى)، تأليف الشيخ يونس القاضى، الذي نغنى من كلماته نشيدنا الوطني» بلادي بلادي«... لُقبت نعيمة بملكة الأسطوانات، الكل كان يتسابق للتلحين لها من أساطين ذلك الزمان، مثل داوود حسنى وزكريا أحمد، ومحمد القصبجي... الغريب أنها عاشت حتى عام 1976 ولحقت زمن التليفزيون، ولم يفكر أحد في تسجيل أي حوار معها، ولن تجد أيضا من وثق حياتها في لقاءات إذاعية أو صحفية، وهى آفة لا نزال نعانى منها حتى الآن».
كتب محمد الجداوي من صحيفة الاتحاد الإماراتية: «ذكرت حفيدتها الفنانة التشكيلية» هبة فريد«أنها من مواليد محافظة أسيوط بصعيد مصر، سنة 1894 لأب مغربي يعمل بالتجارة، وأمها ابنة لعائلة أسيوطية كبيرة من ملاك الأراضي، وتزوجت» نعيمة«حسب تقاليد الصعيد وقتها، وهي في سن الخامسة عشرة وأنجبت بعد عام واحد تقريباً، وبعد عام آخر طلقت لأسباب مجهولة، وهو ما أدى إلى تضييق أسرتها عليها في الحركة، كما تسبب كلام الناس حول الطلاق المبكر بالإساءة لسمعتها، فهربت إلى القاهرة وأطلقت على نفسها اسم» نعيمة المصرية«... هربت لحلب لشهرتها بتقديرها للفن والغناء، ووجود الجمهور الذي يقدر الأصوات الجميلة، والسميعة بها، فكانت البداية الحقيقية لنعيمة، خلال ثلاثة أعوام قضتها بحلب السورية، ولبنان، تعلمت خلالها الكثير من ملحني حلب ... انطلقت الشائعات حول طبيعة علاقتها بالشيخ سيد درويش، المشهور بغرامياته مع العوالم، غير أنها أكدت أن العلاقة لم تتعد حدود الأستاذ وتلميذته، إذ علمها الشيخ» سيد«عزف العود، كما لم يمانع في أن يعزف لها ألحاناً على المسرح».
كتبت صحيفة الرأي الأردنية حيث وصف زياد عساف كيف ان نعيمة المصرية لم تلحق بمرحلة البث الإذاعي المصري من عام 1934 حيث زاد حجم انتشار المغنيين، وتهذبت الأغنية بوجود رقابة على البث، ووجود رقابة على المصنفات الفنية بوجه عام.
كتب موقع البوابة بقلم أحمد سعد مقالة تحت عنوان حكايات الابتذال مع الاحتلال جاء فيها: "نعيمة المصرية الأكثر من عدد الأغاني المبتذلة، وعبد اللطيف البنا ترك الإنشاد الدينى ليغنى "ارخى الستارة اللى في ريحنا".. أم كلثوم غنت" الخلاعة والدلاعة مذهبى، في هذه الفترة كان كل الناس متكهربة" هكذا عبر الفنان عبد اللطيف البنا أحد أهم وأشهر مطربى تلك الحقبة عن الفن في ذلك الوقت بالتحديد حين سألته إحدى المذيعات في لقاء تليفزيونى أجراه بعد اعتزاله بنحو ٣٠ عاما عن سبب الابتذال الفني في تلك الأثناء.

## وصلات خارجية
https://pulpit.alwatanvoice.com/content/print/407508.html نعيمة المصرية (مغنية)
https://www.youtube.com/watch?v=OMq1jL8RvN0 نعيمة المصرية (مغنية)
https://www.youtube.com/watch?v=6be1iBR9aDM نعيمة المصرية (مغنية)
https://www.youtube.com/watch?v=o64wtkAE7KY نعيمة المصرية (مغنية)
https://www.youtube.com/watch?v=wQY2Jz5jyuU نعيمة المصرية (مغنية)
https://www.youtube.com/watch?v=JWG-DdV6R60 نعيمة المصرية (مغنية)
https://www.youtube.com/watch?v=dwSIvKcVEbI نعيمة المصرية (مغنية)
https://www.youtube.com/watch?v=37XKy5U7yfI نعيمة المصرية (مغنية)
https://www.youtube.com/watch?v=h8oOH5kzFO4 نعيمة المصرية (مغنية)
https://www.youtube.com/watch?v=c70pFQi9skg نعيمة المصرية (مغنية)
https://www.arabmelody.net/audio/4a19073c نعيمة المصرية (مغنية)